# 马庆雷
马庆雷（1962年12月—），男，汉族，中华人民共和国军事人物、海军少將

## 生平
歷任中国人民解放军海军指挥学院副院长、原内蒙古军区司令员丶中共内蒙古自治区党委常委，其后由陳連兵接任内蒙古军区司令员，楊小康接任中共内蒙古自治区党委常委。